# Renault Midlum
El Renault Midlum es una gama de camiones con un peso de entre 7,5 y 19 toneladas, fabricada por Renault Trucks para distribución urbana y servicios locales.
El modelo se lanzó en el año 2000 y la gama se revisó en 2006 con nuevos motores de 5 y 7 litros. La unidad número 100.000 se fabricó en 2010.
En Sudamérica, el Midlum 300 DXI para Argentina, Chile y Uruguay es fabricado por el fabricante uruguayo de automóviles Nordex S.A.
El Midlum fue reemplazado por el Renault Trucks D en 2013.

## Cabinas
Los Midlum están equipados con una cabina de 2,10 m de ancho disponible en varias longitudes:
- Cabina corta (L: 1,60 m), ideal para uso urbano;
- Cabina Global (L: 2 m), versátil;
- Cabina de 4 puertas (L: 3,98 m), con capacidad para 6 a 8 plazas.

Hay cabinas largas específicas disponibles para camiones de bomberos (FPT y CCF).
La cabina Midlum sirve de base para los camiones DAF LF y, desde 2006, para los camiones Volvo FL y FE. 2006 también fue el año en que se rediseñó la cabina con una parrilla más "sonriente" inspirada en la gama Premium.

## Chasis
Para satisfacer las necesidades de una amplia gama de clientes, el Midlum ofrece una gama completa de distancias entre ejes.
- Chasis mediano: de 3070 a 4700 mm;
- Chasis pesado: de 3500 a 6800 mm;
- Chasis ligero 4x4: de 3070 a 4700 mm;
- Chasis mediano 4x4: de 3070 a 4100 mm.

## Motorizaciones
Lanzado en 2000 con motores Renault de la gama Midliner, el Midlum se adaptó a common rail en 2001.
A partir de 2006, para cumplir con la nueva normativa Euro 5, se equipó con motores Deutz.
En 2009, se incrementó la potencia y los motores se equiparon con tecnología SCR (Reducción Catalítica Selectiva) con depósito de AdBlue para reducir las emisiones de óxidos de nitrógeno (NOx) y cumplir con la normativa Euro 5.
Motores:
- Motores estándar Renault MIDR Euro 2 (2000-2001) de 135 a 250 CV:
  - Renault Midlum 135 - MIDR 040226.ACE.A4 (L4 - 4,1 L)
  - Renault Midlum 150 - MIDR 040226.ACE.B4 (L4 - 4,1 L)
  - Renault Midlum 180 - MIDR 060226.ACE.V4 (L6 - 6,2 L)
  - Renault Midlum 210 - MIDR 060226.ACE.W4 (L6 - 6,2 L)
  - Renault Midlum 250 - MIDR 060226.ACE.Y4 (L6 - 6,2 L)

- Motores Renault dCi Euro 3 estándar (2001-2006) de 150 a 270 CV:
  - Renault Midlum 150 - DCI 4BJ01 (L4 - 4,1 L)
  - Renault Midlum 180 - DCI 4BJ01 (L4 - 4,1 L)
  - Renault Midlum 220 - DCI 6WJ01 (L6 - 6,2 L)
  - Renault Midlum 270 - DCI 6ACJ01 (L6 - 6,2 L)

- Motores Deutz.AG TCD Euro 3/4/5 estándar (2006-2009) de 160 a 280 CV:
  - Renault Midlum 160 - DXi-5 (L4 - 4,8 L)
  - Renault Midlum 190 - DXi-5 (L4 - 4,8 L)
  - Renault Midlum 220 - DXi-5 (L4 - 4,8 L)
  - Renault Midlum 240 - DXi-7 (L6 - 7,1 L)
  - Renault Midlum 280 - DXi-7 (L6 - 7,1 L)

- Motores Deutz.AG TCD Euro 5 estándar (2009 y posteriores) de 180 a 300 CV:
  - Renault Midlum 180 - DXi-5 (L4 - 4,8 L)
  - Renault Midlum 220 - DXi-5 (L4 - 4,8 L)
  - Renault Midlum 270 - DXi-7 (L6 - 7,1 L)
  - Renault Midlum 300 - DXi-7 (L6 - 7,1 L)

## Renault Midlum eléctrico

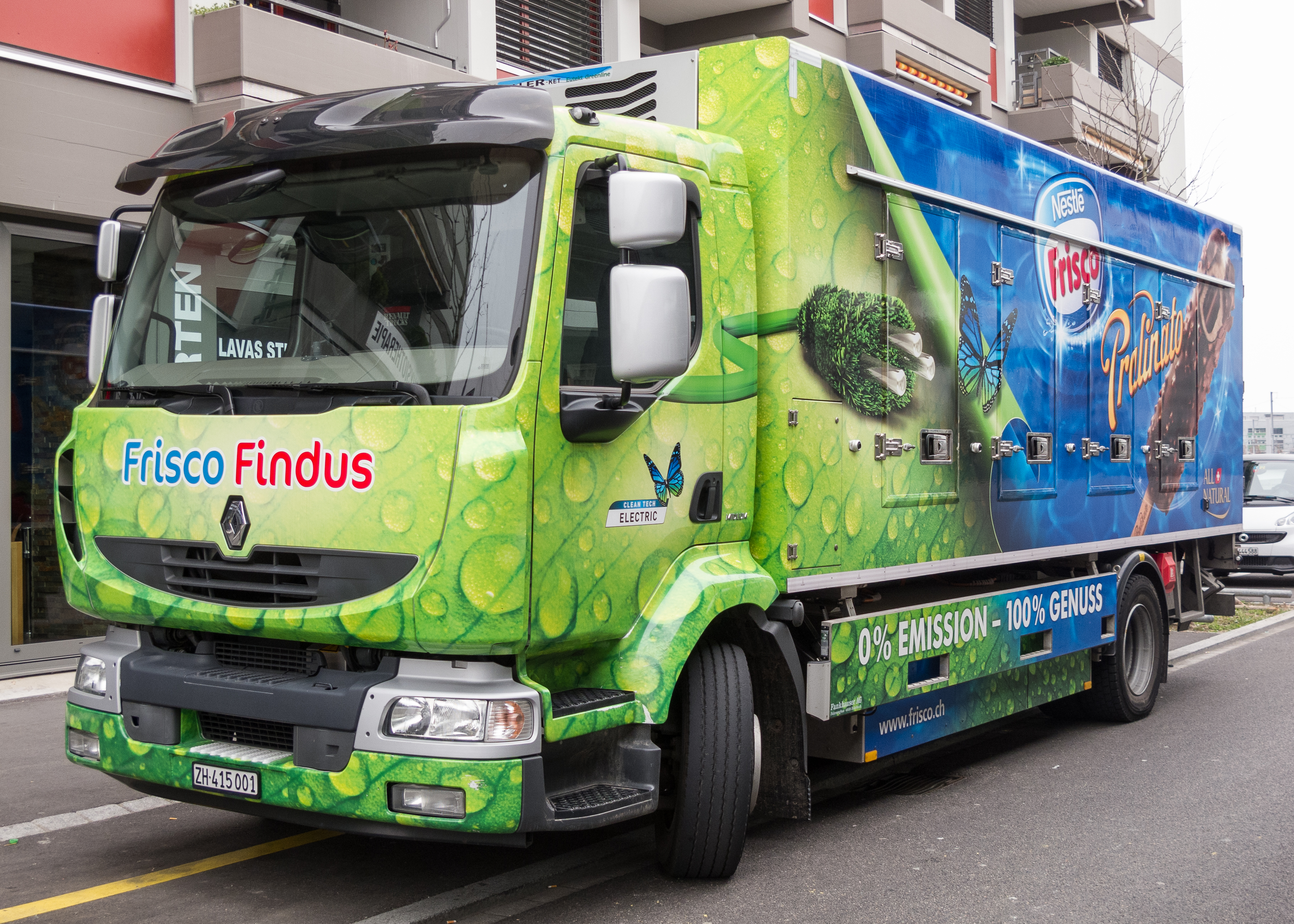
Renault Midlum eléctrico

En 2011, Renault Trucks lanzó una versión totalmente eléctrica de su camión. Encargada a la empresa STEF, esta versión suministró varios Carrefour de la región de Lyon durante un año para realizar pruebas. Fue diseñada en colaboración con las empresas PVI e IFP Énergies Nouvelles.
Este camión de 16 toneladas de peso bruto vehicular (GVW) tiene una carga útil de 5,5 toneladas, una potencia de motor de 103 kW y una autonomía de 100 kilómetros con un tiempo de carga de 8 horas. Es el primer camión totalmente eléctrico de este tamaño en operar en el mundo.·.